# Сосновый Бор (город)
Сосно́вый Бор — город (с 1973 года) в Ленинградской области России. Образует Сосновоборский городской округ.

## История
Ранее на месте города располагалась старинная деревня Устье. Впервые деревня Vstia Kovaschoie Копорского округа упоминается в Писцовых книгах Ижорской земли 1618—1623 годов. Также деревня Ustia упоминается на карте Ингерманландии А. И. Бергенгейма, составленной по шведским материалам 1676 года.
Затем Ustia упоминается на шведской «Генеральной карте провинции Ингерманландии» 1704 года. Она же, как деревня Устиа упоминается на «Географическом чертеже Ижорской земли» Адриана Шонбека 1705 года.
- 1889: в деревне Устье была открыта Устьинская мореходная школа.
- 10 декабря 1958 года — решением Леноблисполкома в Ломоносовском районе был зарегистрирован новый населённый пункт и отнесён к категории рабочих посёлков с присвоением наименования Сосновый Бор[8].
- 1961 год — начинает работать Ленспецкомбинат «Радон». Сегодня это Ленинградское отделение филиала «Северо-западный территориальный округ» ФГУП «РАДОН».
- 1962 год — построен филиал Института атомной энергии им. И. В. Курчатова. Сегодня это Научно-исследовательский технологический институт имени А. П. Александрова.
- 1963 год — начало строительства корпусов филиала Государственного оптического института им. С. И. Вавилова. Ныне это Научно-исследовательский институт оптико-электронного приборостроения (ОАО «НИИ ОЭП»).
- 1966 год — создано Северное управление строительства (СУС). Его главным объектом была Ленинградская атомная электростанция.
- 1971 год — организован отдел комплексного проектирования Всероссийского научного-исследовательского и проектного института энергетической технологии (ВНИПИЭТ).
- 19 апреля 1973 года — Указом Президиума Верховного Совета РСФСР рабочий посёлок Сосновый Бор преобразован в город областного подчинения Сосновый Бор — День города Сосновый Бор.
- 23 декабря 1973 года — запуск первого энергоблока Ленинградской АЭС с реактором РБМК-1000.
- 12 ноября 1974 года — Решением Исполкома Ленинградского областного Совета депутатов трудящихся №-430 «О некоторых изменениях административно-территориального деления Ломоносовского района и города Сосновый Бор» сельские населённые пункты упразднённого Устьинского Сельского совета: Керново, Ракопежи, Устье, Ручьи, пос. Смольненский включены в черту города Сосновый Бор как фактически слившиеся с ним, а деревни Мустово и Систа-Палкино административно были подчинены Сосновоборскому городскому Совету депутатов трудящихся[9].
- 1981 год — выведен на проектный уровень мощности четвёртый энергоблок, и Ленинградская АЭС мощностью 4 млн кВт стала самой крупной в то время атомной станцией в мире.
- 1996 год — принят первый Устав города Соснового Бора, прошли первые выборы мэра.
- 2002 год — Ленинградская АЭС выработала 600-й миллиард киловатт-часов. Это рекорд производства электроэнергии на атомных станциях Европы.
- С 1 января 2006 года в соответствии с областным законом от 31 марта 2005 года город образует муниципальное образование Сосновоборский городской округ[10].
- 30 августа 2007 года — торжественная закладка капсулы на месте строительства будущей Ленинградской АЭС-2.
- 22 декабря 2018 года остановлен для последующего вывода из эксплуатации 1-й блок ЛАЭС РБМК-1000.
- 2018 год состоялся физический и энергетический пуск энергоблока нового поколения ВВЭР-1200 ЛАЭС.
- В 2018 году Сосновый Бор отпраздновал своё 45-летие
- 19 июля 2020 года — состоялся физический пуск энергоблока № 2 ЛАЭС-2.

## География
Город находится на юго-западе Ленинградской области, на берегу Копорской губы Финского залива.
Расположен на автодороге 41А-007 (Санкт-Петербург — Ручьи) в месте примыкания к ней автодороги 41К-137 (Форт Красная Горка — Сосновый Бор), в 92 км к западу от Санкт-Петербурга на берегу Копорской губы Финского залива.
В черте города протекает река Коваши.
Железнодорожная станция Калище (конечная станция для электропоездов Калищенского направления) и платформа 80-й километр на линии Санкт-Петербург — Веймарн.

## Городской округ
Городской округ образован 1 января 2006 года в соответствии с областным законом № 22-оз от 31 марта 2005 года «Об установлении границ муниципального образования Сосновоборский городской округ», утратившим силу в августе 2015 года в пользу Приложения 3 Областного закона «Об административно-территориальном устройстве Ленинградской области и порядке его изменения».
До образования Сосновоборского городского округа городу подчинялись деревни Мустово и Систо-Палкино.

## Климат
- Среднегодовая температура воздуха — 4,7 °C
- Средняя скорость ветра — 2,9 м/с

| Показатель                    | Янв.  | Фев.  | Март | Апр. | Май  | Июнь | Июль | Авг. | Сен. | Окт. | Нояб. | Дек. | Год |
| ----------------------------- | ----- | ----- | ---- | ---- | ---- | ---- | ---- | ---- | ---- | ---- | ----- | ---- | --- |
| Средний суточный максимум, °C | −4    | −3,7  | 0,8  | 8,4  | 15,1 | 21,5 | 23,8 | 19,7 | 13,9 | 7,5  | 0,5   | −3,1 | 8,1 |
| Средняя температура, °C       | −7    | −7,1  | −5,8 | 5,2  | 10,7 | 16,4 | 18,8 | 15,9 | 10,7 | 0,0  | −9,6  | −10  | 4,7 |
| Средний суточный минимум, °C  | −10,3 | −10,8 | −6,6 | −0,1 | 5,6  | 10,7 | 13,3 | 11,8 | 7,3  | 2,5  | −4,1  | −9   | 0,9 |
| Источник: Spb-meteo.ru        |       |       |      |      |      |      |      |      |      |      |       |      |     |

## Население
| 1959    | 1970    | 1973    | 1979    | 1987    | 1989    | 1992    | 1996    | 1997    | 1998    | 2002    | 2003    |
| ------- | ------- | ------- | ------- | ------- | ------- | ------- | ------- | ------- | ------- | ------- | ------- |
| 1742    | ↗14 035 | ↗23 000 | ↗42 205 | ↗56 000 | ↘55 800 | ↗57 600 | ↗60 200 | ↗60 800 | ↗61 500 | ↗66 132 | ↘66 100 |
| 2005    | 2006    | 2008    | 2009    | 2010    | 2011    | 2012    | 2013    | 2014    | 2015    | 2016    | 2017    |
| ↗66 500 | ↗66 700 | ↗66 800 | ↗67 004 | ↘65 788 | ↘65 710 | ↗66 968 | ↘66 967 | ↗67 079 | ↗67 397 | ↗67 602 | ↗68 045 |
| 2018    | 2019    | 2020    | 2021    | 2023    | 2024    | 2025    |         |         |         |         |         |
| ↘68 013 | ↗68 344 | ↘67 720 | ↘65 367 | ↘64 121 | ↘63 462 | ↗63 746 |         |         |         |         |         |

Национальный состав
По данным переписи 2002 года национальный состав населения Соснового Бора выглядел следующим образом:
- русские — 53705 (81,2 %)
- украинцы — 2224 (3,4 %)
- белорусы — 1001 (1,5 %)
- татары — 513 (0,8 %)
- армяне — 145 (0,2 %)
- немцы — 133 (0,2 %)
- чуваши — 131 (0,2 %)
- финны — 129 (0,2 %)
- азербайджанцы — 122 (0,2 %)
- прочие — 8034 (12,1 %)

По данным Всероссийской переписи населения 2010 года:
| Национальность | Численность, чел. | % от указавших |
| -------------- | ----------------- | -------------- |
| Русские        | 47 287            | 92,6 %         |
| Украинцы       | 1412              | 2,8 %          |
| Белорусы       | 765               | 1,5 %          |
| Другие         | 1615              | 3,2 %          |
| Не указали     | 14 709            |                |
| Всего          | 65 788            |                |

По итогам переписи населения 2020 года проживали следующие национальности (национальности менее 0,1 % и другое, см. в сноске к строке «Другие»):
| Национальность | Численность, чел. | Доля     |
| -------------- | ----------------- | -------- |
| Русские        | 53 698            | 82,15 %  |
| Украинцы       | 582               | 0,89 %   |
| Белорусы       | 301               | 0,46 %   |
| Татары         | 286               | 0,44 %   |
| Азербайджанцы  | 179               | 0,27 %   |
| Армяне         | 75                | 0,11 %   |
| Узбеки         | 73                | 0,11 %   |
| Другие         | 10 173            | 15,57 %  |
| Итого          | 65 367            | 100,00 % |

Согласно данным Всероссийской переписи населения 2021 года в городе проживали 65 367 человек, из них русские — 53 715, украинцы — 589, белорусы — 304, татары — 293, азербайджанцы — 179, армяне — 75, узбеки — 73, табасараны — 51, немцы — 49, чуваши — 44, лезгины — 41, мордва — 40, финны-ингерманландцы — 37, башкиры — 36, карелы — 31, казахи — 29, корейцы — 28, кабардинцы — 26, евреи — 23, кумыки — 23, удмурты — 23, грузины — 20, таджики — 20, аварцы — 19, молдаване — 18, коми — 15, болгары — 13, даргинцы — 13, эстонцы — 13, осетины — 12, поляки — 12, марийцы — 11, буряты — 9, греки — 9, киргизы — 9, вепсы — 8, чеченцы — 8, ижорцы — 7, калмыки — 7, латыши — 7, водь — 6, ногайцы — 6, черкесы — 6, агулы — 4, балкарцы — 4, рутульцы — 4, арабы — 3, гагаузы — 3, литовцы — 3, казаки — 3, талыши — 3, туркмены — 3, абхазы — 2, венгры — 2, камчадалы — 2, карачаевцы — 2, крымские татары — 2, мордва-эрзя — 2, тувинцы — 2, уйгуры — 2, ханты — 2, чукчи — 2, адыгейцы — 1, афганцы — 1, британцы — 1, итальянцы — 1, коми-пермяки — 1, кубинцы — 1, лакцы — 1, ненцы — 1, румыны — 1, поморы — 1, турки — 1, французы — 1, хакасы — 1, чехи — 1, эвенки — 1, якуты — 1, другие национальности — 1636 человек, остальные национальность не указали.

## Культура

### Памятники и достопримечательности
- Андерсенград — детский игровой комплекс, стилизованный под средневековую западноевропейскую архитектуру. Построен по проекту архитектора Юрия Савченко. Ратушная башня комплекса вынесена на герб города, который также создал Юрий Савченко.
- Памятник ликвидаторам Чернобыльской аварии
- Памятник основателю НИТИ академику А. П. Александрову (скульптор А. С. Чаркин) на территории НИТИ
- Бронзовый бюст академика А. П. Александрова
- Памятник В. И. Ленину
- Стела «Ника»
- Памятник деревянной архитектуры, купеческий «Дом Петрова»
- Сосновоборский городской музей «Музей Боевой славы»
- Детский игровой комплекс «Малая Копорская крепость»
- Памятник ветеранам боевых действий

Детский архитектурный комплекс «Андерсенград»
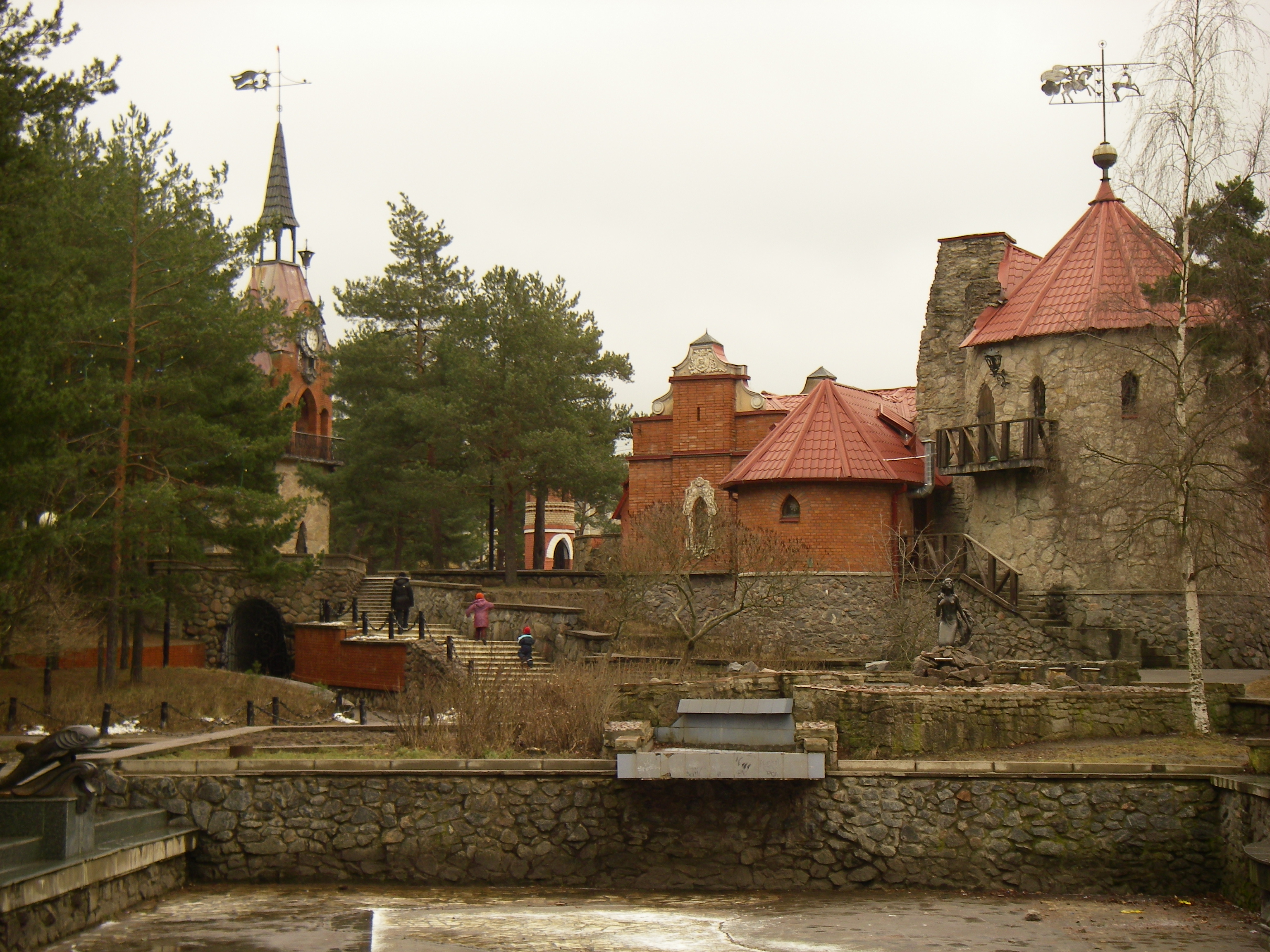
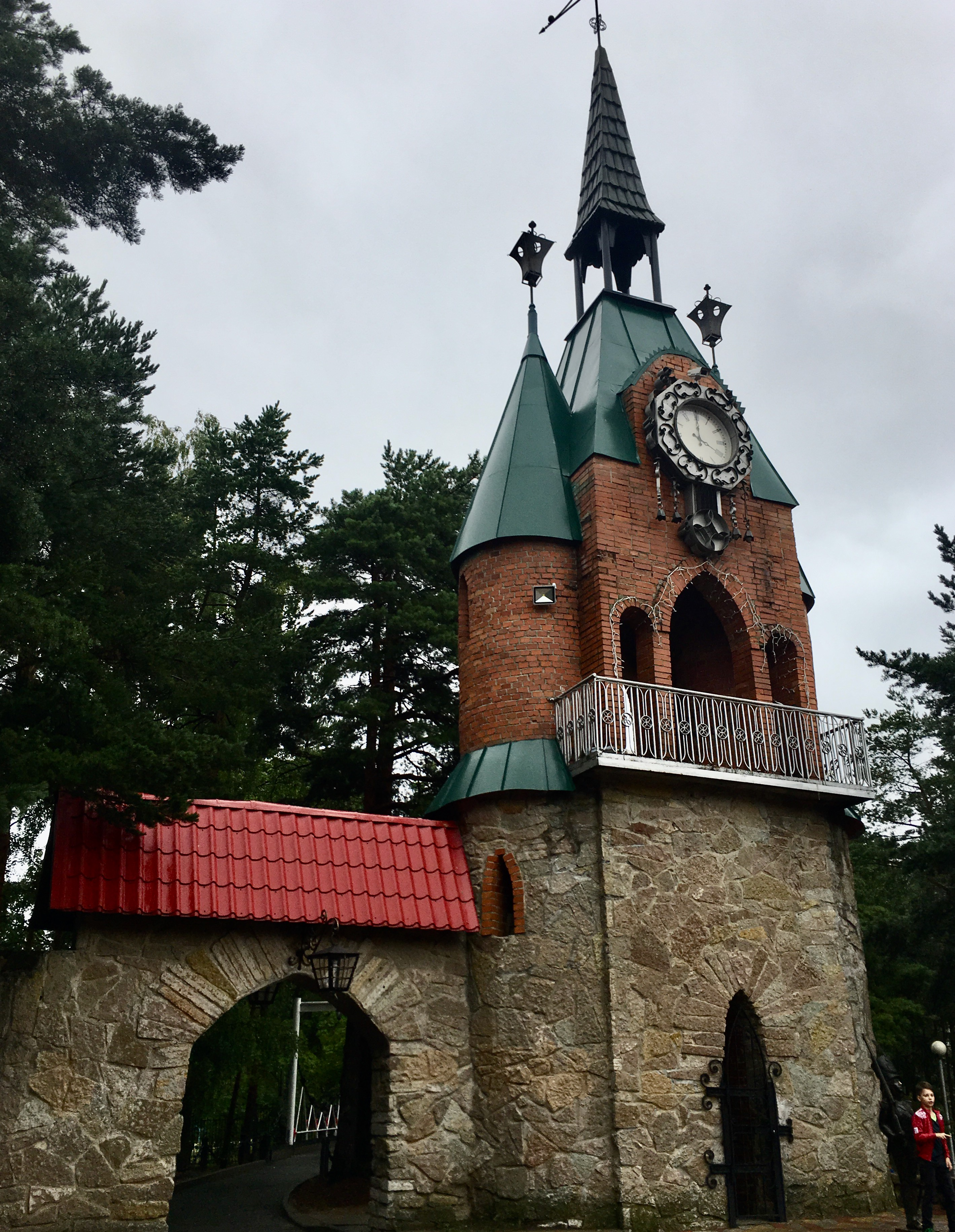
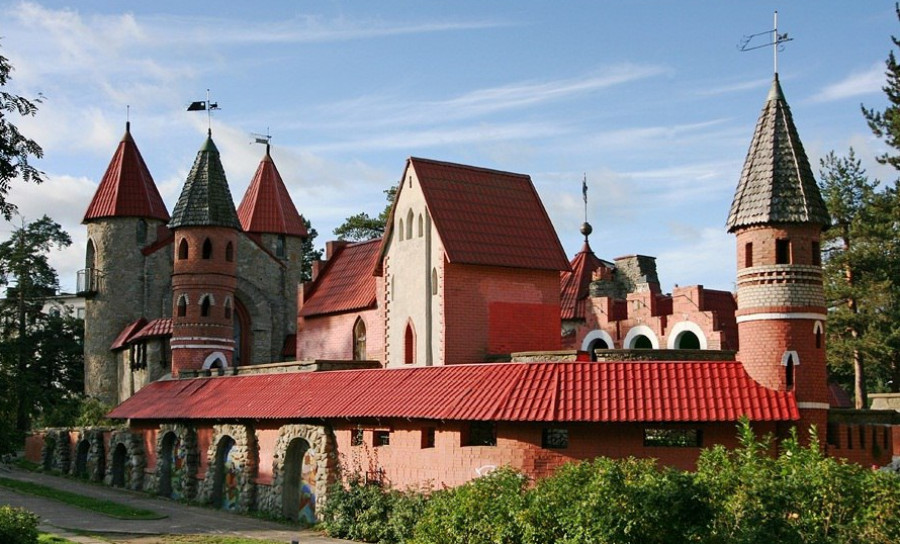

### Искусство
- Скульптор Владимир Петровичев, автор ряда скульптур, установленных в Санкт-Петербурге, создал для города скульптуру «Золотая рыбка», которая располагается на улице Ленинградской, а также стелу «Ника»[44].
- Сосновоборский художественный музей современного искусства.
- Альбом «Исполнение разрешено» с песнями Виктора Цоя, Бориса Гребенщикова и Майка Науменко был записан на концерте в Сосновом Бору[источник не указан 277 дней].
- В Сосновом Бору снимались фильмы «Обратная связь», «Репетитор», «Иван и Коломбина», «Атомный Иван», «Чужая», а также в Андерсенграде снимался эпизод фильма «Сказка о Звёздном мальчике»[источник не указан 277 дней].
- Сосновоборские аниматоры принимали участие в создании 3D-мультфильма «Носферату. Ужас ночи»[45].
- Детская школа искусств «Балтика».

### Спорт
В Сосновом Бору выступает команда волейбольной Суперлиги «Динамо-ЛО» (Ленинградская область). Также в городе организована секция биатлона, среди воспитанников которой — призёры чемпионатов мира, призёры первенств России, член сборной команды.
Секция биатлона на базе спортивного комплекса «Малахит» включает трассу длиной 2 километра. Трасса подготовлена как к летним, так и к зимним занятиям и соревнованиям. На всем протяжении установлены мачты искусственного освещения.
Стрельбище с шестнадцатью дорожками, в конце каждой из которых установлена металлическая самозакрывающаяся мишень.
Для проведения спортивных и культурных мероприятий используется спортивно-концертный комплекс «Энергетик» со спортивными залами и бассейнами.
Пользуются популярностью школы боевых искусств: карате «Ракар-до», дзюдо, бокс, тайский бокс. Воспитанники сосновоборских школ успешно выступают на региональных и всероссийских соревнованиях.
Под патронажем Ленинградской АЭС в советские годы действовал спортивно-технический комплекс, на базе которого действовали секции картинга, мотокросса, пулевой стрельбы.
С 1992 года работает спортивно-туристский центр МБОУ ДОД «Ювента», который обучает детей в возрасте от 8 до 18 лет по четырём направлениям: спортивное ориентирование, спортивный туризм, скалолазание и краеведение.
В 2015 году в здании бывшего тира СТК ЛАЭС начал работу тир «Мишень», входящий в IPSC Russia.
В 2019 году была построена новая трасса для картинга, начали вновь проводить тренировки и соревнования. «Бронзовый» призёр Олимпиады-2018 по кёрлингу Анастасия Брызгалова — уроженка Соснового Бора.

### СМИ
На территории города действуют следующие средства массовой информации:
- Газета «Маяк»[47]
- Газета «Тера-пресс»[48]
- Телерадиокомпания ТеРа-студия[49]
- Телекомпания СТВ (Сосновоборское телевидение)[50]
- Муниципальная телерадиокомпания «Балтийский берег»[51]
- Радио «Пионер FM» 97.4 FM[52]
- Радио «Европа Плюс» 99.9 FM[53]
- Радио Ваня 102.6 МГц
- Радио «Fresh FM», 105.0 МГц[54]

### Религия
В городе действует несколько православных храмов. Город является центром Сосновоборского благочиннического округа Гатчинской епархии, которое включает территорию самого города и Ломоносовского района.
Храмы города:
- Собор иконы Божией Матери «Неопалимая Купина»[55] (интересен тем, что построен в стиле экспериментального неоконструктивизма, нетипичном для православного храмостроительства);
- Храм великомученика и целителя Пантелеимона;
- Храм преподобного Серафима Саровского и приписной храм-часовня святителя Николая Чудотворца[56];
- Храм св. прав. Лазаря;
- Часовня при ЦМСЧ-38;
- Часовня на территории в/ч 3705.

## Образование
На 2018 год систему образования Соснового Бора представляют следующие учреждения:
- 17 дошкольных, 3 из них — «Центры развития ребёнка»
- 57 дополнительных развивающих занятий, в том числе кружков,[58] для детей дошкольного возраста
- 10 общеобразовательных школ, в том числе 1 частная школа[59]
- 1 вечерняя школа
- 7 учреждений дополнительного образования
- 5 Курсы повышения квалификации, профессиональная переподготовка
- Коррекционная школа
- 13 научных учреждений
- «Университет третьего возраста» социально-просветительский проект
- Институт ФСБ
- Учебный центр ВУНЦ ВМФ «Военно-морская академия» им. Кузнецова"
- Сосновоборский политехнический колледж
- Филиалы ВУЗов Санкт-Петербурга

- Институт ядерной энергетики (филиал) федерального государственного автономного образовательного учреждения высшего образования «Санкт-Петербургский политехнический университет Петра Великого» в г. Сосновый Бор

## Пограничная зона
Сосновый Бор являлся одним из 33 городов России, официально закрытых для посещения без специального пропуска. Причина — наличие в нём НИТИ им. А. П. Александрова, воинских частей и существование погранзоны вокруг города. С 1 января 2013 года для въезда в город гражданам РФ пропуск не требуется (требуется только документ, удостоверяющий гражданство РФ).

## Транспорт
Автобусное сообщение с Санкт-Петербургом:
- № 401A, 401 (действует льготный проезд): Сосновый Бор, проспект Героев — Санкт-Петербург,  «Автово»
- № 402 (действует льготный проезд): Сосновый Бор, проспект Героев — Санкт-Петербург,  «Парнас»
- № 403: Сосновый Бор, проспект Героев — Санкт-Петербург,  «Купчино»

Также в городе работают несколько муниципальных и межмуниципальных автобусных маршрутов, перевозчик на большинстве маршрутов — ООО «Ленинградская АЭС-Авто».
Электропоезд: станция Калище — Санкт-Петербург (Балтийский вокзал)

## Экономика
- Филиал АО «Концерн Росэнергоатом» «Ленинградская атомная станция»
- Публичное акционерное общество «Северное управление строительства» (ПАО «СУС»)
- Ленинградское отделение филиала «Северо-западный территориальный округ» ФГУП «РАДОН»
- ФГУП «Научно-исследовательский технологический институт имени А. П. Александрова» (ФГУП «НИТИ им. А. П. Александрова»)
- Научно-исследовательский институт оптико-электронного приборостроения (филиал Государственного оптического института им. С. И. Вавилова)
- Холдинг Титан-2
- Научно-исследовательский институт оптико-электронного приборостроения (ОАО «НИИ ОЭП»)
- ООО «Абразивные технологии» (ЗАО «Национальная химическая компания»)

Банковский сектор в Сосновом Бору представлен отделениями банков «Сбербанк России», «ВТБ», «Газпромбанк», «Альфа-банк», «Ак Барс», «Мособлбанк», «Таврический», «Пойдём!», «Россельхозбанк».
В рейтинге городов Ленинградской области, по мнению издания «Деловой Петербург», Сосновый Бор занимает первое место по уровню средней заработной платы, которая на 2020 год оценивается в размере около 60 тысяч рублей в месяц.

## Телекоммуникации
Первый канал доступа к сети Интернет в городе Сосновый Бор был запущен 10 июня 1996 года.
C 1999 года начато строительство первой общегородской сети. В настоящее время в городе действует три интернет-провайдера фиксированного доступа:
- «Дом.ru» (ранее ООО «ИНФОЦЕНТР» и InterZet) — предоставление доступа к сети Интернет посредством технологии Ethernet
- «Ростелеком» — предоставление доступа к сети Интернет при помощи технологий ADSL и Волоконно-оптической связи
- «МТС» (в прошлом Телекомпания Спектр) — предоставление доступа к сети Интернет посредством технологии Ethernet и через сеть КТВ.

С 2008 года на территории города функционирует сеть 3G, с 2010 — 4G.

## Фото

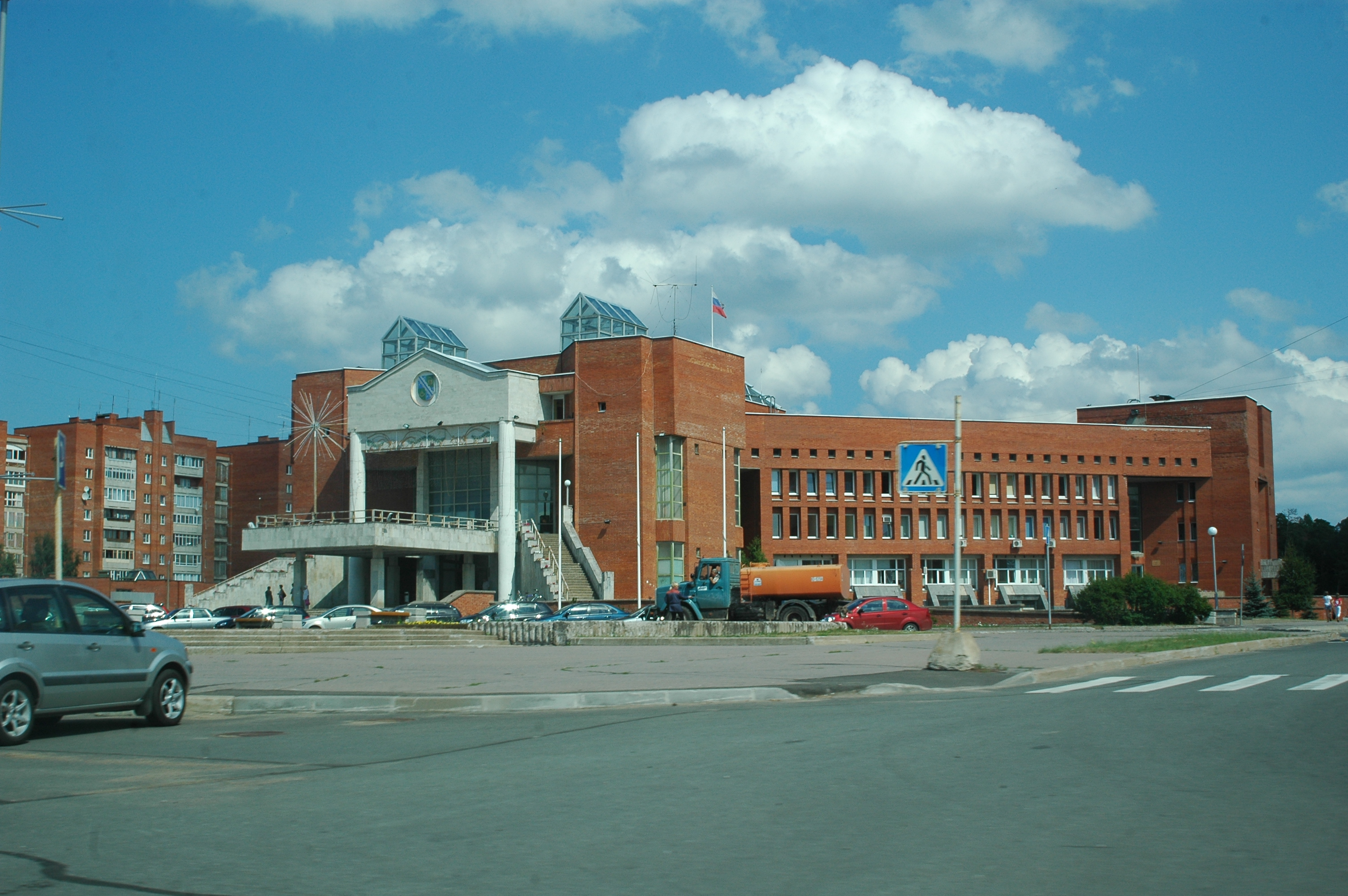
Здание городской администрации
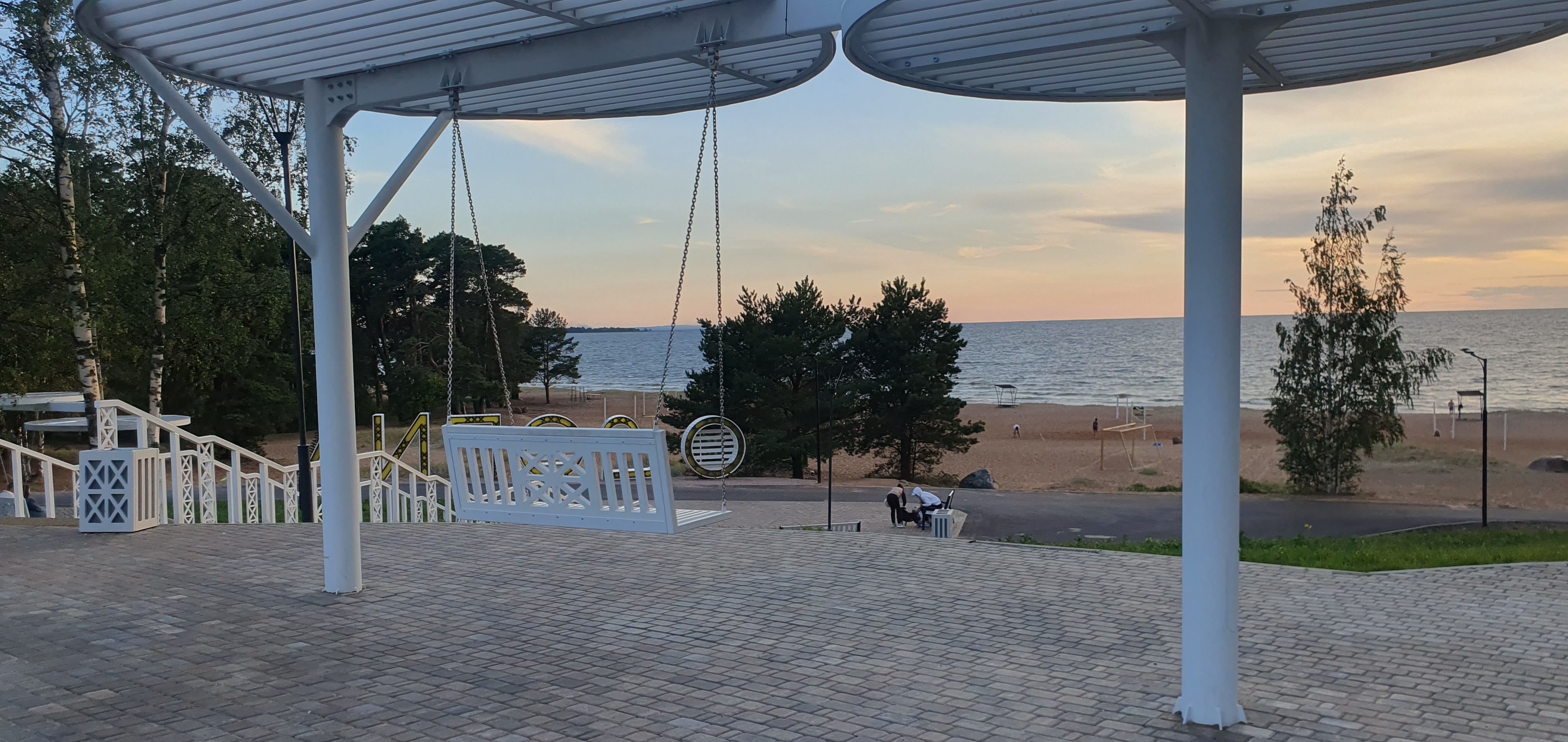
Пляж Липово

## Почётные граждане[63]
- Александров, Анатолий Петрович, президент Академии наук СССР
- Громова Нина Алексеевна, директор школы № 2
- Мельников Фёдор Михайлович, создатель и руководитель Дома детского юношеского туризма и экскурсий «Ювента»
- Еперин, Анатолий Павлович, директор Ленинградской АЭС (1983—1996)
- Зайончковский, Василий Казимирович, генерал-майор (руководил 5-й ОБМП в боях за Копорский залив и реку Воронку)
- Муравьёв, Валентин Павлович, первый директор Ленинградской АЭС
- Крутякова Александра Ивановна, педагог, создала 3 музея Боевой Славы в городе
- Марьясов Гавриил Николаевич, Герой Социалистического Труда, внёс большой вклад в строительство объектов ЛАЭС
- Фроль Антон Павлович, строитель, под его руководством были созданы восемь памятников участникам Великой Отечественной войны
- Нагинский, Григорий Михайлович, российский государственный деятель
- Некрасов Валерий Иванович, мэр Соснового Бора (1991—2005)
- Василенко Вячеслав Андреевич, директор ФГУП «НИТИ им. А. П. Александрова», разработчик систем моделирования, управления и контроля
- Савченко, Юрий Тимофеевич, главный архитектор города (1990—1998)
- Уваров Владимир Петрович, хирург, общественный деятель
- Перегуда Владимир Иванович, директор Ленинградской АЭС
- Бедердинов, Владимир Арифуллович, руководитель Учебного центра ВМФ

## Города-побратимы
По состоянию на январь 2018 года были заключены соглашения о побратимстве Соснового Бора с шестью городами:
- Александруполис, Греция
- Островец, Беларусь
- Калайоки, Финляндия
- Пюхяйоки, Финляндия
- Электросталь, Россия

Бывшие города-побратимы
- Раахе, Финляндия-Сотрудничество заморожено 14.03.2022[65]